# 加能戴爾

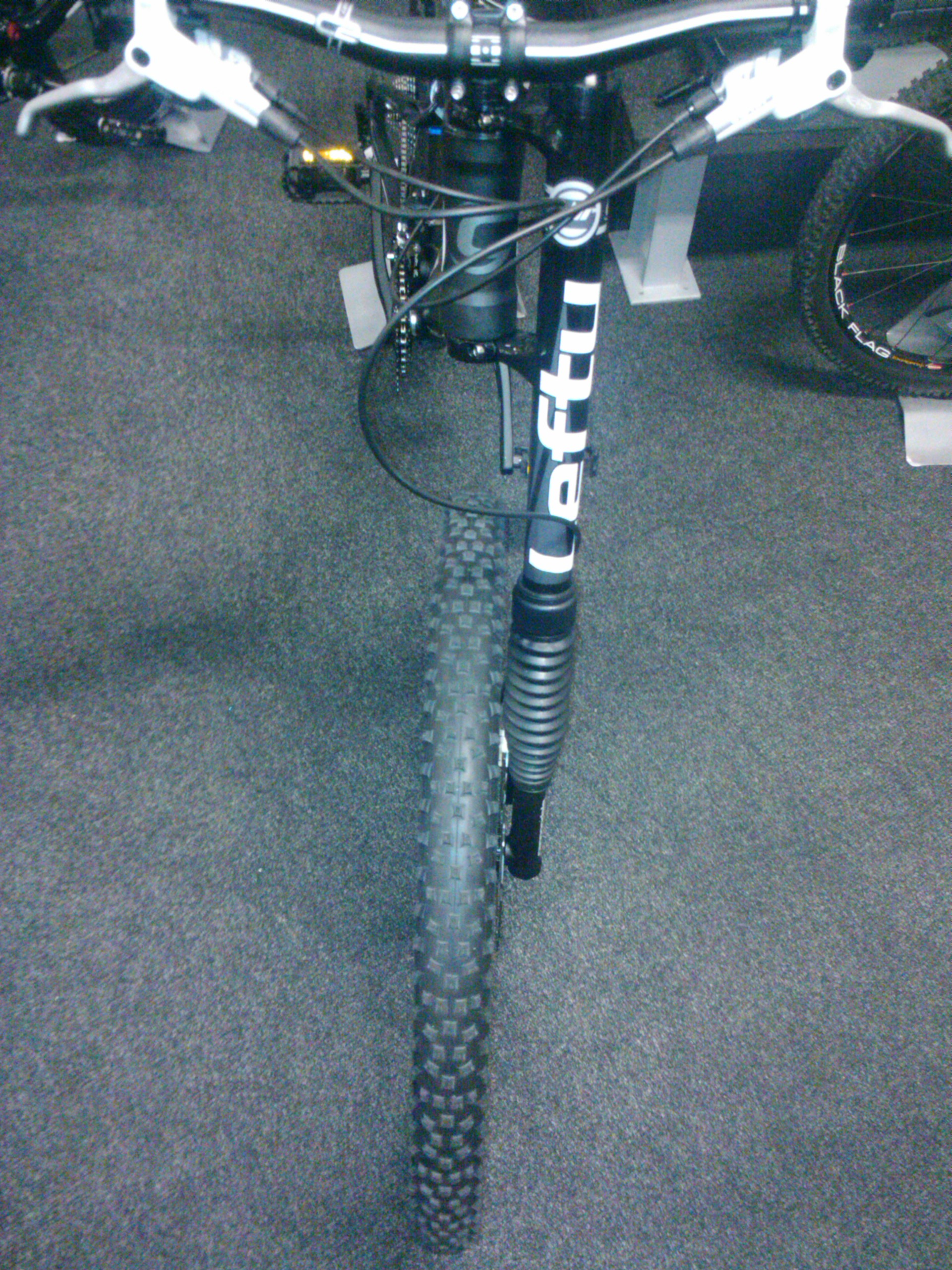
單吸震筒設計的前叉

加能戴爾（Cannondale），是一個美國自行車品牌，屬Dorel Industries公司所有，生產山地、公路及休閒自行車；總部設於康乃狄克州貝塞爾。其山地車尤以單吸震筒設計的前叉而聞名。

## 公路車系列

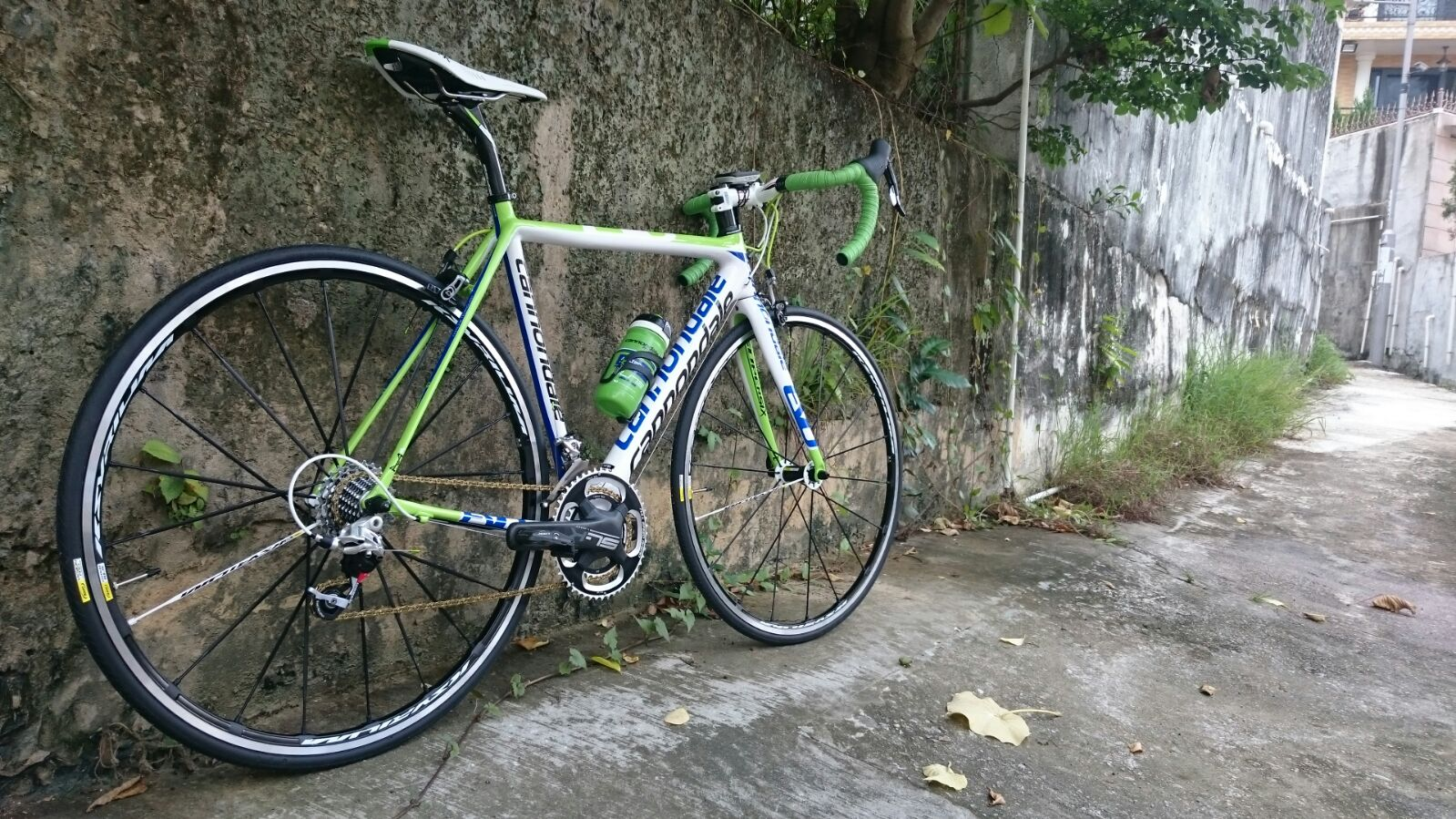
Cannondale Supersix Evo Hi-mod 屬公路車的一款，其系列屬Cannondale 品牌中最頂級的碳纖維車架
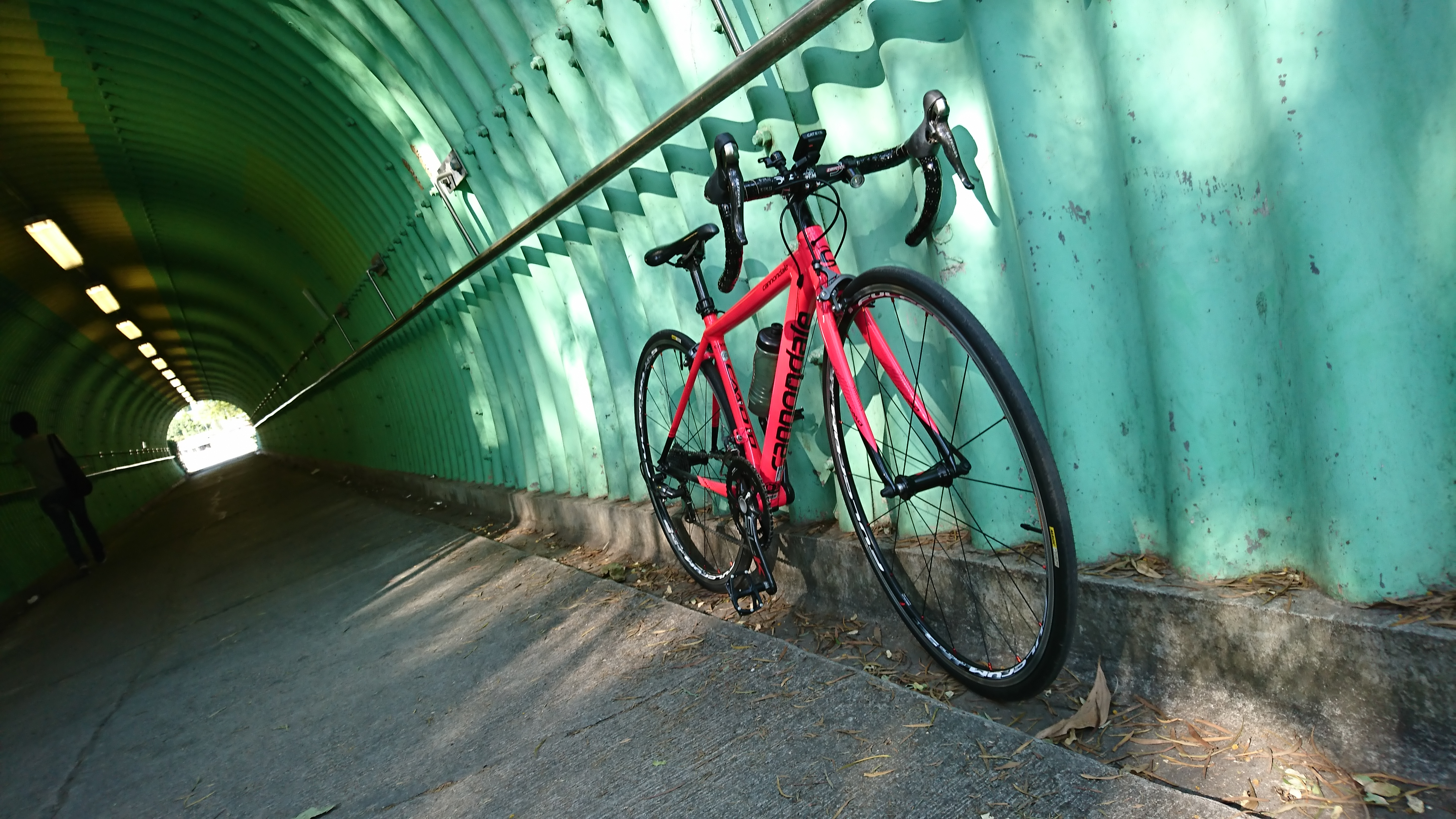
Cannondale Caad10系列屬鋁架公路車的一種
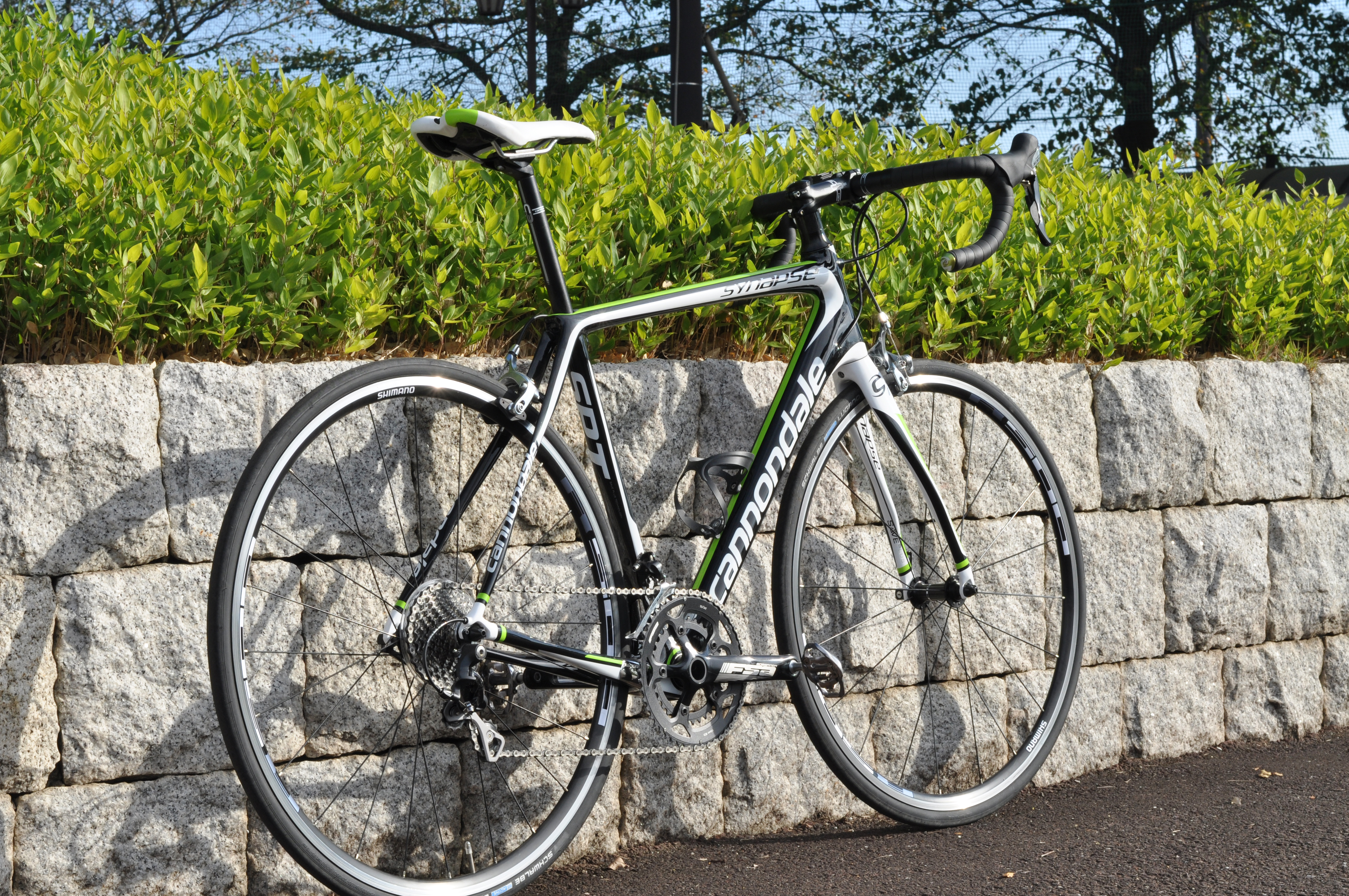
Cannnondale Synapse 屬公路車的一款

## 山地車系列

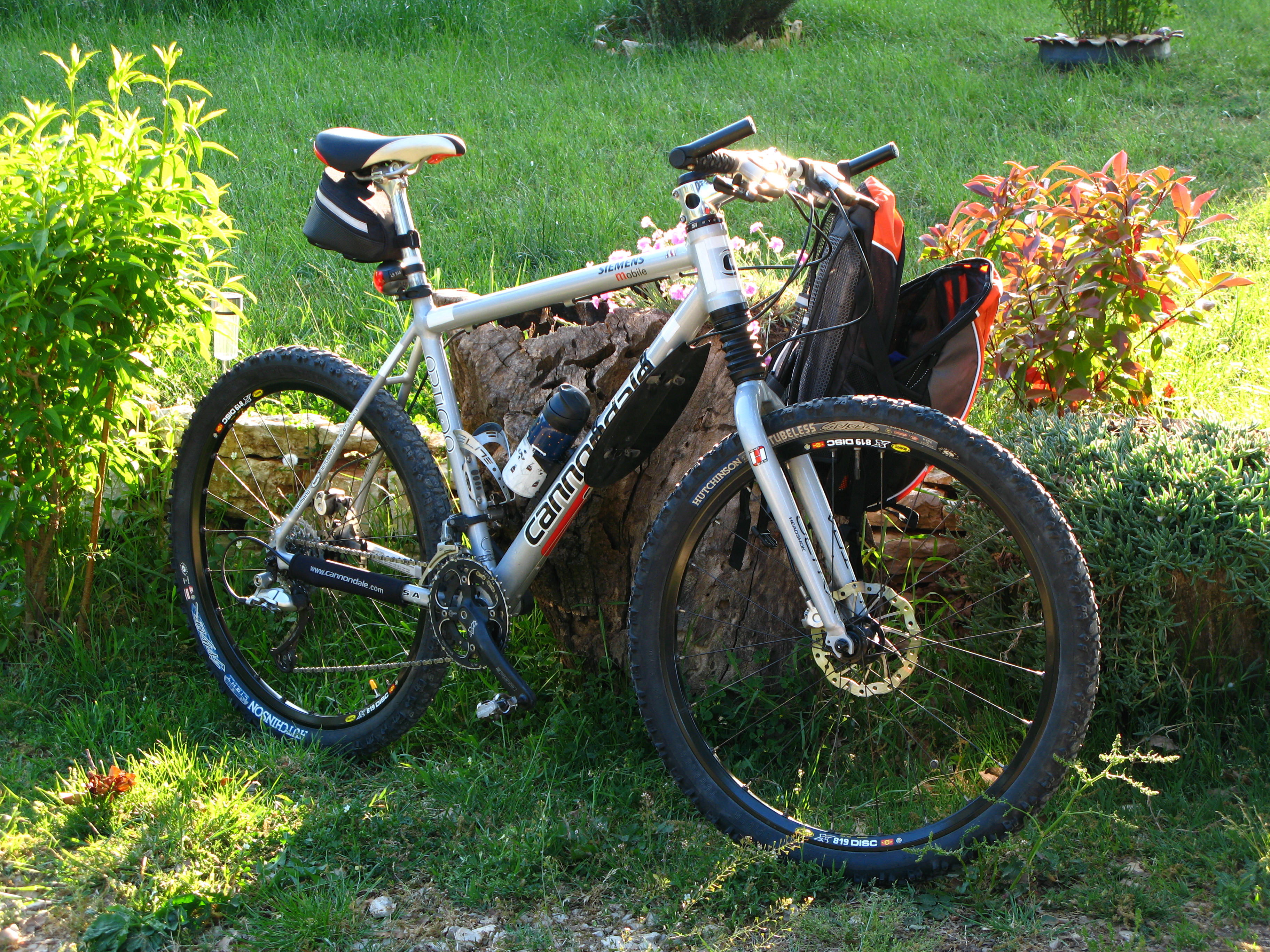
Cannondale F900山地車

## 外部連結
- Cannondale公司網站（页面存档备份，存于）
- Vintage Cannondale（页面存档备份，存于）